# Chenia ruigtevleia
Chenia ruigtevleia là một loài rêu trong họ Pottiaceae. Loài này được Hedd. & R.H. Zander mô tả khoa học đầu tiên năm 2008.